# 永島聖羅
永島 聖羅（ながしま せいら、1994年〈平成6年〉5月19日 - ）は、日本のタレント、女優であり、女性アイドルグループ乃木坂46の元メンバーである。愛知県碧南市出身。ホリプロ所属。へきなん広報大使。夫は俳優の市川知宏。

## 来歴
1994年（平成6年）5月19日、愛知県碧南市で生まれる。祖父は元碧南市長の永島卓。中学生時代はテニス部に所属しながら、応援団長を務め、高校生時代はサッカー部のマネージャーを務めながら、女優を目指し、様々なオーディションを受験したが、最終審査まで辿り着けても合格できずにいた。愛知県立碧南高等学校2年生の時、友人から乃木坂46の1期生オーディションを受験するよう勧められ、女優へのステップとして、受けて損はないと応募した。

### 乃木坂46時代
2011年（平成23年）8月21日、乃木坂46の1期生オーディションに合格、オーディションでは川嶋あいの「My Love」を歌った。合格後、上京することが条件だったため、愛知県から上京した。同年11月13日、乃木坂46公式ブログを開始した。
2012年（平成24年）2月22日、乃木坂46の1stシングル「ぐるぐるカーテン」のカップリング曲「左胸の勇気」「失いたくないから」「乃木坂の詩」でCDデビューした。
2013年（平成25年）3月13日、乃木坂46の5thシングル「君の名は希望」で初の選抜メンバーに選ばれた。3月18日、高等学校を卒業した。乃木坂46の活動に専念するため、大学進学はしなかった。
2014年（平成26年）4月、ラジオ番組『沈黙の金曜日』（エフエム富士）のアシスタントMCとしてレギュラー出演を開始した。ちょうどトークの仕事を頑張りたいと思っていた時に依頼された。乃木坂46メンバーで斉藤優里に続く2人目のラジオ番組レギュラー出演者となった。同年4月15日、『極東ロックンロール・ハイスクール 第弍章』の第4回公演『乃木坂46 vs 氣志團 〜学生服反逆同盟〜』で中元日芽香（Vo）、能條愛未（Vo）、川村真洋（G）、深川麻衣（G）、中田花奈（B）、永島聖羅（Key）、齋藤飛鳥（Dr）と乃木團を結成した。同年9月17日、『AKB48第5回じゃんけん大会』で斉藤優里、川後陽菜、中田花奈と小嶋陽菜の応援団こじ坂46として登場した。
2015年（平成27年）1月10日、乃木神社で成人式を迎えた。同年2月4日、ラジオ番組『乃木坂46 永島聖羅のデリシャス・ミュージック』（エフエム愛知）のメインパーソナリティーとしてレギュラー出演を開始した。2月22日、乃木坂46の3周年記念ライブ『乃木坂46 3rd YEAR BIRTHDAY LIVE』の直前で入院し、体調が回復して退院するもライブへの出演は一部のみとなった。同年9月30日、乃木坂46メンバーでは初めて、出身地自治体の制作によるドラマ仕立てのPR動画『龍が護る街』に主演し公開となった。同年12月17日、『乃木坂46 アンダーライブ at 日本武道館』で乃木坂46を卒業することを発表した。卒業は昨年20歳を迎えた時から考え始め、その後、『乃木坂46 3rd YEAR BIRTHDAY LIVE』の本番直前まで体調不調で入院したが、前日のリハーサルにも参加できず客席で観覧中に、自分がいなくてもライブが成り立っていることに気づき、10代の頃から始めた乃木坂46・永島聖羅としての役割はここで終わったと感じた。また、ちょうど一つの区切りとして成人式を迎え、後輩の頼もしい成長が気持ちを後押ししたこともあり、6月頃、誰にも相談せず、卒業する意向を伝えた。
2016年（平成28年）3月20日、『乃木坂46アンダーライブ全国ツアー2016〜永島聖羅卒業コンサート〜』で乃木坂46を卒業した。しかしながら、それ以前に撮影された番組として、3月29日に放映された『らりん・マギー・内山くんが行く 5thリニア・鉄道館 ユル〜い遠足』（メ〜テレ）に出演、これが乃木坂46メンバーとして最後のテレビ出演となった。

### フリー時代
2016年7月まで
- 5月12日、Twitterを開始した[31]。
- 7月9日、自身初となるテレビ旅番組『あなたはどっち派？夏といっしょに伊勢-志摩しょ！』（メ〜テレ）において、これも自身初となる入浴シーンを披露した[32]。

### ホリプロ時代
2016年7月以降
- 7月29日、Twitterで芸能事務所ホリプロに所属したことを発表、Instagramも開始した[5]。
- 7月31日、スマホゲームアプリ『ポケモンGO』の販売促進として、タレントが2チームに分かれてゲームを進めながら東京都心を散策する企画に起用され、その模様は『緊急特番!ポケモンGO 東京バトル!!ザ・たっち＆永島聖羅がポケモン大捜索』としてAbemaTVでネット配信された。
- 8月1日 - 8月28日、スマートフォン向けソーシャルゲーム『グランブルーファンタジー』について語った動画を各々Twitterで公開する広告企画「100人の『グラブってる？』動画企画」に参加した[33]。
- 8月9日、乃木坂46在籍中にラジオのレギュラー番組で共演していたアルコ＆ピースと共に『さしめし』（LINE LIVE）に出演、これがグループ卒業後初の共演となった[34]。
- 10月8日、乃木坂46卒業後初となるグラビアが雑誌『BOMB』（2016年11月号、学研プラス）に掲載された。
- 10月20日、公式ブログを開設した[35]。
- 10月、乃木坂46卒業後初の舞台『アナログコミュニケーションズ』に出演、女優として再デビューした。
- 12月5日 - 12月25日、女性向けファッション情報WEBサイト『Heather diary』で自身初となるファッショングラビアモデルを務めた[36][37]。
- 12月6日、テレビ番組『ものまねグランプリ』（日本テレビ）に同じホリプロ所属のしーくいーんと共に出演し、自身初となる他アーティスト（BABYMETAL）のものまねを披露、これが乃木坂46卒業後初となる地上波全国放送における歌唱披露となった[38]。

2017年（平成29年）
- 2月18日、テレビ番組『有吉反省会』（日本テレビ）に出演、同じホリプロ所属のイジリー岡田の得意技「高速ベロ」に挑戦し、4時間に渡る訓練を経て80回／10秒を記録した[39]。
- 3月、へきなん広報大使第1号に就任し、元碧南市長である永島卓の孫であったことが明らかになった[6]。
- 3月23日、2016年11月から2017年2月にかけて動画サイト「生テレ」において開催された、個人放送番組視聴者数および視聴者から付与されるポイントの合計を競う企画で岩田華怜らに競り勝ち、優勝特典として雑誌『グラビアザテレビジョンvol.50』（KADOKAWA）に見開き2頁のグラビアが掲載された。
- 5月12日、「永島聖羅生誕祭」と題したイベントをニコニコ本社イベントスペースで開催し、その模様はニコニコ生放送でネット配信された。なお、同イベント中、乃木坂46卒業以降初めて公の場で同グループの楽曲の歌唱を披露したが、権利関係の問題でオンエアはされなかった[40]。
- 7月29日、自身初となる全編海外ロケによる旅番組『青い海＆極上の癒やし“常夏サイパンの旅”』（テレビ愛知）で、これも自身初となる水着姿での番組出演を果たした[41]。
- 10月24日、『Get Navi』2017年12月号（学研プラス）「タレント、アスリート、文化人が溺愛するアイテムを大公開『私の日用品大賞』」特集において、女優代表として父から譲り受けたスワロフスキーのボールペンにまつわるエピソードを披露した。
- 10月24日、テレビ番組『志村の夜』（フジテレビ）に出演、乃木坂46時代のエピソードの問いに「説教してくるファンにイライラした」の旨発言し、インターネット上が炎上する事態となった[42]。
- 10月30日、第30回東京国際映画祭の公式番組『永島聖羅の東京国際映画祭レポート LINE LIVE』（LINE LIVE）の司会および会場レポートを務めた。
- 11月、『ドローンでみんなを笑顔にする可愛いパイロットたち』「DRONE VENUS（ドローンビーナス）」のメンバーになる[43]。
- 12月5日、ホラー映画『IT/イット』のアンバサダーとしてネット配信番組『永島聖羅が話題のホラー映画「IT/イット」を鑑賞してみた』（LINE LIVE）の司会を務めた。
- 12月10日、格闘技団体パンクラスのオフィシャルパートナーとなったドローンネットの企画によるグループ「ドローンビーナス」のメンバーとして、ディファ有明で開催された「パンクラス292」のリング上で初御目見えし、その模様はスカパーで生中継された[44]。
- 12月27日、自身と同じく乃木坂46元メンバーである深川麻衣が主演した映画『パンとバスと2度目のハツコイ』を特集するネット配信番組「【再会】深川麻衣『パンとバスと2度目のハツコイ』×永島聖羅」（LINE LIVE）の司会を務め、公式には初となる乃木坂46元メンバー同士の番組共演を果たし、次いで2018年1月8日放送の番組『深川麻衣・山下健二郎『パンとバスと2度目のハツコイ』×永島聖羅』の司会も担当した。

2018年（平成30年）
- 3月、女性タレントが芸能事務所ごとにチームを組みe-Sportsで対戦する“e-Sports Queen League”で、ホリッち（ホリプロ）のチームメンバーになる[45]。
- 3月4日、環境省が地球温暖化対策啓蒙のため制作したPR動画『永島聖羅と石田安奈の地球温暖化対策のための最先端技術リポート しかおい水素ファーム』に主演、これが自身初の中央官庁制作物への出演となった[46]。
- 3月21日、Twitterと連動して音声のみでストリートファッションコーディネート論評を行うというNHKラジオ初の試みである番組『#ファッショントークを#nhkラジオでw』（NHKラジオ第1）へ出演、これが自身初の全国放送ラジオ生番組出演となった[47]。
- 3月28日、ネット配信番組『芸能㊙︎チャンネル』（AbemaTV）に出演、番組の中で「30歳までに結婚したいという願望はある」と初めて自身の結婚観について述べた[48]。また、「バラエティも出来る女優になりたい」旨、将来の夢について語った[49]。
- 3月30日、『みずほ銀行×Twitter』として、永島聖羅が演じる架空の人物「みずほちゃん」の公式Twitterアカウントが開設された[50]。
- 4月5日、ウェディング雑誌『Wedding Book 62号』（ウインドアンドサン）のモデルに起用され、自身初となるウェディングドレス姿を披露した。
- 4月28日、映画『アベンジャーズ/インフィニティ・ウォー』のアンバサダーとして「ブラック・ウィドウ」のコスチュームを纏ってニコニコ超会議会場に出現し、その模様はネット配信番組『映画『アベンジャーズ/インフィニティ・ウォー』公開記念 - 『アイアンマン』テレビ実況』（ニコニコ生放送）として放送された[51]。
- 4月29日、自身初となる教育・教養バラエティー番組『短歌de胸キュン』（NHK Eテレ）の準レギュラーに起用され、自身初の全国放送番組準レギュラーとなった。
- 6月1日、ネット配信番組『必殺!バカリズム地獄』（AbemaTV）出演中、隣人の生活音に関するエピソードトークを披露した[52]。
- 6月4日 - 、旅行・宿泊予約サイト「マイナビトラベル」の特集『マイナビトラベルの女子旅』のキャラクターに起用され、マイナビトラベル公式Instagramアカウントの「#宿ジェニック」企画として各地の写真映えのするホテル・旅館やその周辺のスポットを紹介した[53]。
- 9月11日、LINE LIVE初の試みとなるサッカー日本代表戦生中継解説番組『【生解説】岩政大樹&永島聖羅　サッカー日本代表VSコスタリカ代表』（LINE LIVE）のアシスタントMCをメインMCの現役（当時）Jリーガー・岩政大樹と共に務めた。以降、同じコンビで14戦に渡って放送された。
- 10月 第31回東京国際映画祭の公式レポーターを務める[54]。
- 12月、草津市観光物産協会の製作による琵琶湖を自転車で一周する「ビワイチ」のPR動画に主演、同市のYoutubeチャンネルにて公開された[55][56]。

2019年（平成31年 / 令和元年）
- 3月9日、再起をかける“崖っぷちタレント”が「過酷だけど稼げる仕事」で一獲千金を狙うドキュメントバラエティ『バナナマン日村の一獲千金！世界マネーハンター』（TVQ九州放送・テレビ東京系）に出演、フィリピンの秘境でのゴールドハントロケに参加した。同番組にて、グループ卒業後初めて、かつて所属した乃木坂46との親交が深い「バナナマン」の日村勇紀との共演を果たした[57]。
- 4月1日[注 1]（3月31日深夜）より日本テレビの週末の深夜枠スポーツニュース番組『Going!Sports&News』に出演し、「日曜版」の気象情報担当キャスターとして登板する[58]。
- 4月27日 - 28日、前年に続き映画『アベンジャーズ/インフィニティ・ウォー』のアンバサダーとして前年同様「ブラック・ウィドウ」のコスチュームを纏ってニコニコ超会議2019に出演した[59]。
- 7月、舞台『blast!: the music of Disney』公演に華を添える「ブラスト！ガールズ」のメンバーとしてトランペット演奏を担当し、遼河はるひ、バービーらと共に吹奏楽の特訓を行い、7月10日の同公演初日に出演を果たした。その模様は7月13日にフジテレビ系『芸能人が本気で挑んだ100日間ブラスト！ガールズ～blast!: the music of Disney～』としてテレビ放映された[60]。
- 8月25日、自身の初舞台「アナログコミュニケーションズ」にて共演した野村浩二（江戸むらさき）がMCを務める『湘南サマーステーション』（J:COM）にゲスト出演し、舞台以来の再会を果たした[61]。
- 10月、第32回東京国際映画祭の公式レポーターを務める[62]。

2020年（令和2年）
- 2月17日、東京都が成年年齢引下げ対策の一環として、消費者被害防止のための啓発事業として展開した「現代TOKYO怖話」において公募したショートストーリーの優秀作品を原作とする啓発動画として製作した『現代TOKYO怖話動画 SideA/B』に主演、東京都のYoutubeチャンネルにて公開された[63][64]。
- 3月、自身初となるアパレルブランド「kitson me」とのコラボによる『永島聖羅×kitson me コラボパーカー』を発売した[65]。
- 11月4日、藤川千愛「ありのままで」のミュージックビデオに出演、自身初の他アーティストの映像作品への参加となった。作中、映像作品としては自身初のキスシーンを演じた。
- 12月、COVID-19感染拡大に伴う舞台公演の中止が相次ぐ中、自身初となるWeb配信のみによる無観客朗読劇『Candle Story』に出演した[66]。

2025年（令和7年）
- 2025年4月3日、市川知宏との結婚を発表した[67]。

## 人物
愛称は、せいらりん、らりん、ナガ、永さん。トレードマークは笑顔、笑顔で声が大きく、汗をよくかく。3人兄妹で兄が2人いる。
将来の夢は女優、マルチタレント。10年後も芸能活動を続けていきたいと考えている（2013年時点）。目標とする人物は上戸彩、その他、乃木坂46加入当初は高橋みなみ、前田敦子を目標・憧れの対象として挙げていた。また、SKE48で好きなメンバーは、交換留学生として乃木坂46を兼任し、永島と同じ愛知県出身の松井玲奈を挙げている。
所属事務所ホリプロの先輩にあたるイジリー岡田、さまぁ〜ず、東貴博のほか、マギー審司、アルコ&ピースと共演する機会が多く可愛がられている。
苦手なものは蛇。

### 趣味
趣味は映画・ドラマ鑑賞、買い物、散歩、スポーツ観戦、物件探し、猫好き、ゲーム。

### 特技・資格
乃木坂46在籍中には特技としてパントマイム、背中や腰に物を載せられること、ピアノ、テニスなどを挙げていたが、卒業後のプロフィールとしては公表されていない。
保有資格は語彙・読解力検定3級、普通自動車免許、国交省・管理団体ドローンネット「UAS Level 2」。

### 乃木坂46
乃木坂46在籍中のキャッチフレーズは「いつもあなたの心にお届け物! 笑顔と元気のせいらりん」。
乃木坂46の乃木團のキーボード、モンハン選抜。
乃木團では、楽譜が読めてピアノの経験もあることからキーボード奏者に任命された。乃木坂46では盛立て役で、リーダーではなかったがリーダーシップを発揮していた。提案が受理されるか却下されるかを問わず、とにかくよいものを作るためには意見交換が必要だと考えており、乃木坂46の『アンダーライブ セカンド・シーズン』ではライブ映像を観て修正すべき点をメンバーに伝え、ダンスについて川村真洋に助言を求めるなど、アンダーの中心的存在だった。
白石麻衣とは、番組企画の体力測定時に仲良くなり、白石麻衣が永島聖羅を「いもたん」と呼び、永島聖羅が白石麻衣を「お姉たま」と呼ぶことから、いもたまコンビを結成している。
乃木坂46で好きな曲は「君の名は希望」、「あの日 僕は咄嗟に嘘をついた」、「初恋の人を今でも」、「やさしさとは」、「遠回りの愛情」、「自由の彼方」。

## 作品

### シングル
乃木坂46
- 左胸の勇気（2012年2月22日、SRCL-7900/6） - EAN 4988009051581。
- 乃木坂の詩（2012年2月22日、SRCL-7900/1） - EAN 4988009051550。
- 失いたくないから（2012年2月22日、SRCL-7904/5） - EAN 4988009051581。
- 心の薬（2012年5月2日、SRCL-7966/72） - EAN 4988009052250。
- 狼に口笛を（2012年5月2日、SRCL-7970/1） - EAN 4988009052267。
- 涙がまだ悲しみだった頃（2012年8月22日、SRCL-8058/9） - EAN 4988009052861。
- 人はなぜ走るのか?（2012年8月22日、SRCL-8060/1） - EAN 4988009052892。
- 春のメロディー（2012年12月19日、SRCL-8205/6） - EAN 4988009056456。
- 君の名は希望（2013年3月13日、SRCL-8253/9） - EAN 4988009080840。
- シャキイズム（2013年3月13日、SRCL-8253/9） - EAN 4988009080833。
- ロマンティックいか焼き（2013年3月13日、SRCL-8253/4） - EAN 4988009080833。
- サイコキネシスの可能性（2013年3月13日、SRCL-8259） - EAN 4988009080864。
- 扇風機（2013年7月3日、SRCL-8317/8） - EAN 4988009084732。
- 人間という楽器（2013年7月3日、SRCL-8321） - EAN 4988009084756。
- 初恋の人を今でも（2013年11月27日、SRCL-8427/8） - EAN 4988009087900。
- 生まれたままで（2014年4月2日、SRCL-8524/5） - EAN 4988009092300。
- ここにいる理由（2014年7月9日、SRCL-8567/8） - EAN 4988009094236。
- 遠回りの愛情（2014年10月8日、SRCL-8621/7） - EAN 4988009097251。
- あの日 僕は咄嗟に嘘をついた（2014年10月8日、SRCL-8625/6） - EAN 4988009097275。
- 君は僕と会わない方がよかったのかな（2015年3月18日、SRCL-8784/5） - EAN 4988009104591。
- 別れ際、もっと好きになる（2015年7月22日、SRCL-8844/5） - EAN 4988009110790。
- 嫉妬の権利（2015年10月28日、SRCL-8910/6） - EAN 4988009116754。

こじ坂46
- 風の螺旋（2014年11月26日、KIZM-90317/8） - EAN 4988003460884。

### アルバム
乃木坂46
- 透明な色（2015年1月7日、SRCL-8662/7） - EAN 4988009099934。
- それぞれの椅子（2016年5月25日、SRCL-9078/86） - EAN 4988009128580。
- 僕だけの君〜Under Super Best〜（2018年1月10日、SRCL-9630/7） - EAN 4547366336214。
- Time flies（2021年12月15日、SRCL-12020/30） - EAN 4547366534184。

### 映像作品
- 永島聖羅×張間純一（2012年2月22日） - EAN 4988009051550。
- 永島聖羅×石井貴英（2012年5月2日） - EAN 4988009052250。
- さばドル（2012年7月25日） - EAN 4534530055859。
- 永島聖羅×村山和也（2012年8月22日） - EAN 4988009052861。
- 永島聖羅（2013年12月19日） - EAN 4988009056432。
- 永島聖羅×水元泰嗣（2013年3月13日） - EAN 4988009080840。
- 16人のプリンシパル@PARCO劇場ダイジェスト（2013年7月3日） - EAN 4988009084725。
- 初夏の全力! 乃木坂46大運動会（2013年7月3日） - EAN 4988009084732。
- 永島聖羅×林辰郎（2013年11月27日） - EAN 4988009087887。
- 乃木坂46 1ST YEAR BIRTHDAY LIVE 2013.2.22 MAKUHARI MESSE（2014年2月5日） - EAN 4988009090900。
- NOGIBINGO!（2014年3月7日） - EAN 4988021109758。
- Creator's Etude 倉持裕編（2014年4月2日） - EAN 4988009092294。
- 永島聖羅（2014年7月9日） - EAN 4988009094212。
- 金曜ロードSHOW! 特別ドラマ企画 仮面ティーチャー（2014年8月6日） - EAN 4988021713177。
- NOGIBINGO!2（2014年9月12日） - EAN 4988021299015。
- 永島聖羅（2014年10月8日） - EAN 4988009097251。
- 中田花奈&永島聖羅（2015年3月18日） - EAN 4988009104591。
- NOGIBINGO!3（2015年4月24日） - EAN 4988021729635。
- AKB48 リクエストアワーセットリストベスト1035 2015（2015年4月30日） - EAN 4580303213667。
- 乃木坂46 2ND YEAR BIRTHDAY LIVE 2014.2.22 YOKOHAMA ARENA（2015年6月17日） - EAN 4988009110134。
- 斎藤ちはる&永島聖羅（2015年7月22日） - EAN 4988009110783。
- NOGIBINGO!4（2015年10月16日） - EAN 4988021729734。
- 永島聖羅（2015年10月28日） - EAN 4988009116754。
- 悲しみの忘れ方 Documentary of 乃木坂46（2015年11月18日） - EAN 4988104099327。
- 初森ベマーズ（2016年1月20日） - EAN 4988104099433。
- NOGIBINGO!5（2016年2月19日） - EAN 4988021729871。
- 乃木坂46 3rd YEAR BIRTHDAY LIVE 2015.2.22 SEIBU DOME（2016年7月6日） - EAN 4988009129518。
- 安奈聖羅のクイズ永島石田 DVD vol.1（2018年6月29日） - EAN 4582357722454[92]。
- シグナル 長期未解決事件捜査班（2018年9月12日） - EAN 4988013187610。
- 安奈聖羅のクイズ永島石田 DVD vol.2（2019年3月29日） - EAN 4582357722577。
- 安奈聖羅のクイズ永島石田 DVD vol.3（2019年3月29日） - EAN 4582357722584。
- 明け方の若者たち（2022年6月22日） - EAN 4562205586056。

## 出演

### テレビドラマ
- 金曜ロードSHOW! 特別ドラマ企画 仮面ティーチャー（2014年2月14日、日本テレビ）女子高校生 役[93]
- 初森ベマーズ 第3球（2015年7月25日、テレビ東京）トライバルのレイ 役[94]
- "恋愛指南ドラマ"「ぼくは愛を証明しようと思う。」（2017年12月28日、テレビ朝日）[95]
- シグナル 長期未解決事件捜査班 第9話（2018年6月5日、関西テレビ）アオイ 役[96]
- 痛快TV スカッとジャパン ショートドラマ「ファミリースカッと〜遠すぎる母との距離〜」（2018年10月29日、フジテレビ）米村飛鳥 役[97]
- 記憶捜査〜新宿東署事件ファイル〜 第3話（2019年2月1日、テレビ東京）南怜奈 役[98]
- 赤ひげ2 第6話（2019年12月6日、NHK BSプレミアム）おたま 役[99]
- 13（サーティーン） 第2話（2020年8月8日、東海テレビ）まどか 役[100]
- 珈琲いかがでしょう 第3話（2021年4月19日、テレビ東京）中島 役[101]
- ただ離婚してないだけ 第1話（2021年7月7日、テレビ東京）みゆき 役[102]
- お茶にごす。（2021年10月8日 - 12月24日、テレビ東京）飯倉智花 役[103]
- 記憶捜査スペシャル2〜新宿東署事件ファイル〜（2022年6月20日、テレビ東京）岩井明日香 役[104]
- 商店街のピアニスト 第3話 - 第5話（2022年10月17日 - 31日、BS松竹東急）浅井ユキ 役[105]
- 女神の教室〜リーガル青春白書〜（2023年1月9日 - 、フジテレビ）堀田花音 役[106]
- 何かおかしい 2 第5話（2023年5月2日、テレビ東京）アシスタント 役[107]
- 彼女たちの犯罪 第2話（2023年7月27日、読売テレビ）[108]
- ノッキンオン・ロックドドア 第2話・第3話（2023年8月5日 - 12日、テレビ朝日）香山聡美 役
- 商店街のピアニスト 永遠の調べ 第4話 - 第6話（2023年10月28日 - 11月11日、BS松竹東急）浅野ユキ役[109]
- Dr.アシュラ 第9話（2025年6月11日、フジテレビ） - 妙法麻衣 役[110]
- 恋愛禁止 第2話・第5話・第6話（2025年7月10日・31日・8月7日、読売テレビ・日本テレビ） - 森川奈央 役[111]

### 映画
- 明け方の若者たち（2021年12月31日公開、パルコ）[112][113]
- ウェディング・ハイ（2022年3月12日公開、松竹）三浦加奈 役[114]
- ハザードランプ（2022年公開中止、東映ビデオ）高倉真奈 役[115][116][注 7]

### テレビ番組
- 浜ちゃんが！（2015年7月16日、読売テレビ）[118]
- らりん・マギー・内山くんが行く 5thリニア・鉄道館 ユル〜い遠足（2016年3月29日、メ～テレ）[119]
- マギーとせいらのハナタカ遺産（2016年7月1日 - 2017年3月、CNCiグループ）[120]
- あなたはどっち派？夏といっしょに伊勢-志摩しょ！（2016年7月9日、メ〜テレ）[121]
- はやりば（2016年11月5日・2018年3月16日、中京テレビ）[122][123]
- ものまねグランプリ（2016年12月6日、日本テレビ） - 敗者復活戦に「しーくいーん&永島聖羅」として出場[124]
- 和風総本家（2017年7月20日、テレビ大阪）[125]
- 有吉反省会（2017年2月18日、日本テレビ）[126]
- 青い海＆極上の癒やし“常夏サイパンの旅”（2017年7月29日、テレビ愛知）[127]
- 志村の夜（2017年10月24日、フジテレビ）[128]
- 安奈聖羅のクイズ永島石田（2018年1月18日 - 12月16日[129]、スカパーCh.663 アイドル専門チャンネルPigoo）[130]
- 歌え!昭和のベストテン（2018年1月6日・2月17日、BS日テレ）[131][132]
- 短歌de胸キュン（2018年4月29日 - 、NHK Eテレ）[133]
- 採用!フリップNEWS（2018年7月24日 - 31日、中京テレビ）[134]
- 水曜日のダウンタウン（2018年12月15日、TBS）[135]
- バナナマン日村の一獲千金！世界マネーハンター（2019年3月9日、TVQ九州放送）- マネーハンター[136][137]
- Going!Sports&News日曜版（2019年4月1日[注 1]〈3月31日深夜〉 - 2020年3月30日〈3月29日深夜〉、日本テレビ[58]）気象情報担当キャスター
- 上田晋也の日本メダル話（2019年4月7日、日本テレビ）[138]
- 昭和平成ヒット商品 全部見せます！（2019年4月12日、テレビ東京）[139]
- プレミアの巣窟（2019年7月2日、フジテレビ）[140]
- 芸能人が本気で挑んだ100日間ブラスト！ガールズ〜blast!: the music of Disney〜（2019年7月13日、フジテレビ系）[141]
- ロンドンハーツ『時々呼ぶかもしれない女性タレントオーディション』（2020年1月7日、テレビ朝日）
- 爆走ロケハンター（2020年2月1日 - 8日、TOKYO MX）[142]
- 霜降りバラエティ（2020年4月24日・5月7日、テレビ朝日）[143]
- 世界が騒然！本当にあった㊙衝撃ファイル（2020年6月30日、テレビ東京）[144]
- オザワナイト（2020年7月25日 - 8月8日、TBS）[145]
- 未来へつなげる！技能五輪全国大会スペシャル（2020年12月31日、TOKYO MX）[146]
- RUNWAY〜トウキョウヘアアレンジ〜（2021年1月2日、BSフジ）[147]
- NEXT TRIP 〜花と歴史の長崎旅〜（2022年6月23日 - 30日、BS12）[148]
- 再現できたら100万円!THE神業チャレンジ（2022年7月29日、TBS）[149]
- The Gift（2022年8月29日、日本テレビ）[150]
- アンタッチャブルのがむしゃらグルメ団（2022年9月19日、日本テレビ）[151]
- にっぽん百低山（2022年12月14日、NHK）[152]
- シン・グランパス2023 PAINT THE STADIUM RED ホーム開幕戦豊スタを真っ赤に染めよう!（2023年2月11日、中京テレビ）[153]

### ミュージック・ビデオ
- 藤川千愛「ありのままで」（2020年11月4日、日本コロムビア）[154]

### 舞台
- モーレツカンパニー 第三回本公演「アナログコミュニケーションズ」（2016年10月6日 - 10日、劇場MOMO）すずみ 役[155]
- 東京アンテナコンテナ 第15回本公演「サスライ7 パート3-転 シンジツ-」（2016年11月15日 - 20日、ザ・ポケット）[156]
- 演劇集団 0 LIMIT 第6回公演「愛愛愛の愛」（2017年2月1日 - 5日、シアターグリーン BIG TREE THEATER）野口美奈代 役[157]
- 東京アンテナコンテナとゆかいな仲間達PRESENTS「浅草 福の屋大衆劇場と奇妙な住人達1982」（2017年5月24日 - 28日、ザ・ポケット）アオイ 役[158]
- 東MAXプロデュース FIRE HIP'S 第9回公演「選挙へゴー! ゴゴー!!」（2017年8月5日・6日、スクエア荏原 ひらつかホール）アイドル 役[159]
- 劇団TEAM-ODAC 第26回本公演「岸和田少年愚連隊〜あの頃のハートは今もある〜」（2017年9月27日 - 10月1日、全労済ホール/スペース・ゼロ）町村美織 役[160][161]
- サスライ7 パート1 -起 サイカイ- "ちょっと改訂版"（2017年11月1日 - 5日、南大塚ホール）サエコ 役[162]
- SOLID STAR プロデュースvol.12「ハッピーマーケット」（2017年11月22日 - 26日、全労済ホール/スペースゼロ）西友美 役[163]
- ADKアーツ コレクション vol.1「冬の四重奏〜4 名の演出家によるオムニバス朗読劇〜」（2018年2月7日 - 11日、全労済ホール/スペースゼロ）力石香織 役[164]
- SEPT presents『SANZ II』（2018年4月11日 - 16日、銀座博品館劇場）御影凛花 役[165]
- 劇団TEAM-ODAC第29回本公演「HOME〜いつか帰るよ、僕だけのHOME〜」（5月9日 - 14日、紀伊國屋ホール）麻衣子 役[166][167]
- リードワンプロモーションpresents「蛇の亜種」（2018年6月6日 - 11日、シアターサンモール）ナミ（蛇編）、チホ（亜種編） 役[168]
- ダンガンロンパ3 THE STAGE 2018〜The End of 希望ヶ峰学園〜（2018年7月20日 - 23日、東京：サンシャイン劇場 / 7月27日 - 29日、大阪：森ノ宮ピロティホール / 8月3日 - 13日、東京：ヒューリックホール東京）忌村静子 役[169]
- 方南ぐみ企画公演 朗読劇「青空」（2018年8月8日、三越劇場）[170]
- 「家庭教師ヒットマンREBORN!」the STAGE（2018年9月21日 - 30日、東京：天王洲 銀河劇場 / 10月3日 - 6日、大阪：メルパルクホール大阪）三浦ハル 役[171]
- 思い出すならAnotime（2018年11月28日 - 12月2日、シアターサンモール）高木寛子 役[172][173]
- blast!: the music of Disney（2019年7月10日、シェルターなんようホール）ブラスト！ガールズのメンバーとして[174]
- 東MAXプロデュース FIRE HIP'S 第11回公演「Hey!柔道!!〜don't let me down〜」（2019年8月3日 - 4日、スクエア荏原 ひらつかホール）[175]
- 朗読劇「Candle Story」（2020年12月14日 - 20日、無観客・配信のみ）六花 役[176]
- あやかし緋扇（2021年6月17日 - 25日、新宿FACE）桜咲さくら 役[177]
- 声劇和楽団 音楽朗読劇「鳥獣奇譚」（2021年11月27 - 28日、ニッショーホール）鶴(たづ) 役[178]
- 行先不明（2022年3月4日 - 5日、愛知：御園座 / 3月12日 - 21日、東京：サンシャイン劇場）津野田真理子 役[179]
- img Act7『ありのままに生きろ。今』（2024年4月5日 - 7日、大阪：ABCホール / 4月11日 - 13日、福岡：北九州芸術劇場） / 4月25日 - 5月2日、埼玉：彩の国さいたま芸術劇場・小ホール）主演・佐藤しおり 役[180]
- くちびるに歌を（2024年6月6日 - 10日、あうるすぽっと）主演・柏木ユリ 役[181]

### ラジオ
- 沈黙の金曜日（2014年4月4日 - 2016年2月26日、エフエム富士）アシスタントMC[182]
- メガネ赤札堂 presents 乃木坂46 永島聖羅のデリシャス・ミュージック（2015年2月4日 - 2016年3月30日、エフエム愛知）パーソナリティ[4]
- レコメン!（2016年1月25日、文化放送）ゲストMC[183]
- 高田文夫のラジオビバリー昼ズ（2017年6月6日、2019年6月4日、2022年3月1日、ニッポン放送）
- 白鳥&永島&しーくいーんのタクシーごはん!（2017年6月26日 - 12月23日、SMART USEN）[184]
- 「#ファッショントークを#nhkラジオでw」（2018年3月21日、NHKラジオ第1放送）ゲストMC[185]
- なな→きゅう（2020年9月9日、2021年3月10日、文化放送）[186]
- ドローンネット presents 小池徹平のSKY FIGHT（2021年1月6日 - 12月30日、ABCラジオ）アシスタントMC[187]
- OH! MY CHANNEL!（2022年3月2日、東海ラジオ）
- 美少女図鑑って知ってる？（2022年7月2日 - 、Shibuya Cross-FM）メインMC[188]
- おとなりさん（2022年9月6日、文化放送）

### CM
- みずほ銀行 WebCM かんたん口座開設アプリ（2016年12月5日 - 、みずほ銀行）[189]
- ファミリーマート「ブラックサンダーフラッペ」（2022年4月26日 - ）
- Sky株式会社「名刺管理は個人から組織へ」（2022年7月26日 - ）[190]
- 資生堂 ANESSA(2024年4月7日 - )[191]

### 広告
- みずほちゃん on Twitter（2018年3月30日 - 、みずほ銀行）みずほちゃん 役[192]
- ベネッセコーポレーション×アサヒ飲料コラボWEB動画（2021年）[193]

### ネット配信
- 碧南市広報動画『龍が護る街』（2015年9月30日、碧南市）[194]
- ソーシャルゲーム「グランブルーファンタジー」動画企画『100人の「グラブってる？」』（2016年8月1日 - 28日、Cygames）[195]
- 芸能㊙︎チャンネル＃85（2016年8月5日、Abema TV）[196]
- 緊急特番!ポケモンGO 東京バトル!!ザ・たっち＆永島聖羅がポケモン大捜索！（2016年7月31日、Abema TV）[197]
- さしめし（2016年8月9日、LINE LIVE）[198]
- トゥルルさまぁ〜ず（2016年9月12日 - 、BeeTV）[199]
- 鬼三村シーズン2（2016年11月4日 - 、Hulu）[200]
- 芸能㊙︎チャンネル＃191（2017年1月26日、Abema TV）[201]
- 第30回東京国際映画祭公式番組『永島聖羅の東京国際映画祭レポート LINE LIVE』（2017年10月30日、LINE LIVE）[202]
- 映画「IT/イット」広報番組『永島聖羅が話題のホラー映画「IT/イット」を鑑賞してみた』（2017年12月5日、LINE LIVE）[203]
- 映画「パンとバスと2度目のハツコイ」広報番組『【再会】深川麻衣「パンとバスと2度目のハツコイ」×永島聖羅』（2017年12月27日、LINE LIVE）[204]
- 環境省啓発動画『永島聖羅と石田安奈の地球温暖化対策のための最先端技術リポート しかおい水素ファーム』（2018年3月4日、環境省）[205]
- 芸能㊙︎チャンネル＃242（2018年3月24日、Abema TV）[206]
- 映画「アベンジャーズ/インフィニティ・ウォー」公開記念 - 「アイアンマン」テレビ実況（2018年4月28日、ニコニコ生放送）[207]
- 必殺!バカリズム地獄＃50（2018年6月1日、Abema TV）[208]
- 木村さ〜〜ん！（2019年3月3日・2020年6月28日、GYAO!）[209][210]
- こちら西麻布占い相談所（2019年3月6日、AGARUTV）ゲストMC[211]
- ヘヴィメタアンサー（2019年4月17日、AGARU TV）メインMC[212]
- 映画「アベンジャーズ/エンドゲーム」公開記念 - 劇場行く前にみんなで盛り上がろう！（2018年4月28日、ニコニコ生放送）[213]
- 湘南サマーステーション（2019年8月25日、J:COMチャンネル）
- 第32回東京国際映画祭公式番組『永島聖羅の東京国際映画祭レポートLINE LIVE 2019』（2019年11月4日、LINE LIVE）[214]
- 東京都啓発動画『現代TOKYO怖話動画 SideA/B』（2020年2月17日、東京都）[215]
- お茶にごす。（2021年3月5日、Amazonプライム・ビデオ） - 飯倉智花 役[103]
- 佐久間宣行のNOBROCK TV（2021年9月4日、22日、2022年10月9日、YouTubeチャンネル）[216][217][218]
- 愛知県幸田町PR動画（2022年7月1日、YouTubeチャンネル）[219]
- インシデンツ（2022年12月23日 - 、DMM TV）[220][221]
- BORTRACE DERBY 内山くんVS（2023年10月29日、YouTube）[222]

### イベント
- 「スター・ウォーズ/フォースの覚醒」公開記念 ＠FM Radio Freaks SPECIAL DAY in セントレア（2015年11月23日、中部国際空港）ゲストMC[223]
- メガネ赤札堂 presents 乃木坂46 永島聖羅のデリシャス・ミュージック in LAGUNA TEN BOSCH（2015年7月19日、ラグーナテンボス）メインMC[224]
- 新アトラクション「テンテコマイ」オープニングイベント（2016年7月16日、富士急ハイランド）ゲストMC[225]
- 日本テレビ系・24時間テレビ「愛は地球を救う」東海地方イベント（2016年8月27日・28日、アスナル金山）チャリティパーソナリティ
- イジリー岡田著「ニッポンのアイドル」発売記念イベント（2016年10月2日、HMV&BOOKS TOKYO）アシスタントMC[226]
- みんなで知事を決めよう！栃木選挙啓発イベント in ベルモール（2016年11月13日、宇都宮ベルモール）ゲストMC[227]
- ホリNS火曜祭2016（2016年12月13日、品川ステラボール）シンガー[228]
- TAKESHIBA MUSIC CRUISE 2016（2016年12月24日、竹芝ニューピアホール）メインMC
- 東京ジョイポリス カウントダウンパーティ2017（2016年12月31日 - 2017年1月1日、東京ジョイポリス）アシスタントMC[229]
- アトラクション「ド・ドドンパ」オープニングイベント（2017年7月15日、富士急ハイランド）ゲストMC[230]
- 元気ッス！へきなん（2017年7月29日、碧南市）ゲスト（へきなん広報大使として）[231]
- パンクラス292（2017年12月10日、ディファ有明）オフィシャルパートナーマスコット（ドローンビーナスのメンバーとして）[232]
- ホリNS木曜祭2017（2017年12月14日、山野ホール）シンガー[233]
- 成田山 萬福院 節分追儺豆まき式（2018年2月3日、成田山栄分院 萬福院）年女特別ゲスト[234]
- ホリNSまた木曜祭2018〜春のうた合戦〜（2018年3月15日、Zepp Diver City）シンガー[235]
- ニコニコ超会議2018（2019年4月28日 - 29日、幕張メッセ）[236]
- 安奈聖羅のクイズ永島石田 DVD VOL.1発売記念イベント（2018年6月23日、発明会館）[237]
- ドローン ザ ワールド東京お台場店オープニングイベント（2018年7月21日、アクアシティお台場）ゲストインストラクター（ドローンビーナスのメンバーとして）
- ドローン ザ ワールドAKITA店オープニングイベント（2018年8月5日、イオンモール秋田）ゲストインストラクター（ドローンビーナスのメンバーとして）
- CNAフェスタ2018（2018年10月27日 - 28日、秋田市・エリアなかいち）ゲストインストラクター（ドローンビーナスのメンバーとして）
- ホリNS月曜祭2018（2018年12月18日、ヒューリックホール東京）シンガー[238]
- 「ビワイチ 寄り道 出会いのまち草津」公開記念イベント（2019年2月23日、ベルサール日本橋）[239]
- くさつサイクルフェスタ2019（2019年3月21日、滋賀県草津市 草津川跡地公園「ai彩ひろば」）[240]
- 安奈聖羅のクイズ永島石田 DVD VOL.2＆VOL.3発売記念イベント（2019年3月23日、R'sアートコート（労音大久保会館））[241]
- ニコニコ超会議2019（2019年4月27日 - 28日、幕張メッセ）[242]
- ドローン ザ ワールドららぽーと立川立飛 オープニングイベント（2019年6月22日、ららぽーと立川立飛）ゲストインストラクター（ドローンビーナスのメンバーとして）[243]
- 東京ゲームショウ2019（2019年9月14 - 15日、幕張メッセ）コナミブースMC[244]
- 17Live 2周年記念イベント 超ライブ配信祭（2019年9月28日、幕張メッセ）ゲストMC[245]
- SKYFIGHTアソビル店 オープニングイベント（2019年9月29日、アソビル）ゲストインストラクター（ドローンビーナスのメンバーとして）[246]
- 第32回東京国際映画祭 オープニングイベント“レッドカーペット”（2019年10月28日、六本木ヒルズアリーナ）[247]
- コーポレートゲームズ東京2019（2019年11月2日 - 3日、豊洲ぐるり公園）[248]
- FAI Drone Tokyo 2019 Racing and Conference（2019年11月2日、TFTビル横駐車場）[249]
- HADO ホリプロCUP（2022年4月16日、HADO ARENA お台場店）[250]
- 中日ドラゴンズ対読売ジャイアンツ 始球式（2022年9月24日、バンテリンドームナゴヤ）[251]

## 書籍

### 関連書籍
- BOMB（学研プラス）
  - 2016年11月号（2016年10月8日）
  - 2017年10月号（2017年9月8日）
  - 2017年8月号（2017年7月7日）
  - 2018年2月号（2018年1月9日）
  - 2018年5月号（2018年4月9日）
  - 2018年12月号（2018年11月9日）
  - 2019年6月号（2019年5月9日）
- グラビアザテレビジョンvol.50（2017年3月23日、KADOKAWA）[252]
- Top Yell 2018年3月号（2018年2月6日、竹書房）
- Wedding Book 62号（2018年4月5日、主婦と生活社）[253]
- CAPA 2018年9月号（2018年8月20日、学研プラス）
- TVLIFE 2019年5/24号（2019年5月8日、学研プラス）
- FINEBOYS 399号（2019年6月8日、日之出出版）
- ラグビー日本代表応援ブック（2019年7月18日、ベースボール・マガジン社）[254]
- ARMS MAGAZINE 2020年2月号（2019年12月27日、ホビージャパン）表紙
- グランパスBros.2020 vol.3（2020年12月11日、東京ニュース通信社）[255]
- ENTAME 2021年6月・7月合併号（2021年4月28日、徳間書店）

### カレンダー
- 永島聖羅 2018卓上スクールカレンダー+仮想ラジオCD（2018年3月、ホリプロ）[256]
- 永島聖羅 2019卓上スクールカレンダー（2019年3月8日、ホリプロ）[257]
- 永島聖羅 2020卓上スクールカレンダー（2020年3月、ホリプロ）[258]

### 写真集
- 季刊 乃木坂 vol.2 初夏（2014年6月12日、東京ニュース通信社）[259]